# Mai 1997
Portal Geschichte | Portal Biografien | Aktuelle Ereignisse | Jahreskalender | Tagesartikel

◄ |
19. Jahrhundert |
20. Jahrhundert
| 21. Jahrhundert

◄ |
1960er |
1970er |
1980er |
1990er
| 2000er | 2010er | 2020er | ►

◄ |
1993 |
1994 |
1995 |
1996 |
1997
| 1998 | 1999 | 2000 | 2001 | ►

◄ |
Februar 1997 |
März 1997 |
April 1997 |
Mai 1997 |
Juni 1997 |
Juli 1997 |
August 1997 |
►
Dieser Artikel behandelt aktuelle Nachrichten und Ereignisse im Mai 1997.

## Tagesgeschehen

### Donnerstag, 1. Mai 1997

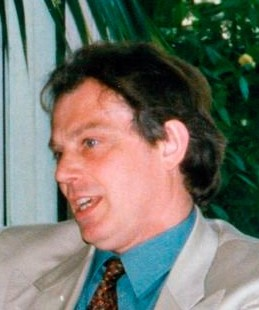
Tony Blair

- Deutschland, Peru: Der Investitionsschutzvertrag zwischen beiden Staaten tritt in Kraft.[1]
- London/Vereinigtes Königreich: Bei der Wahl zum Unterhaus verliert die regierende Konservative Partei des Premierministers John Major 11,3 % Stimmenanteil im Vergleich zur letzten Wahl. Die Partei der Arbeit (LP) mit Oppositionsführer Tony Blair gewinnt 8,8 % hinzu. Mit 418 von 659 Sitzen liegt die Mehrheit der LP im Parlament bei 179 Abgeordneten.[2]
- Wien/Österreich: In Österreich tritt das Gewaltschutzgesetz in Kraft. Frauenverbände und Nichtregierungsorganisationen begrüßen das Regelwerk, in dem Gewalt gegen Frauen besser definiert wird und das die Strafverfolgung erleichtern soll.[3]

### Freitag, 2. Mai 1997
- London/Vereinigtes Königreich: Queen Elisabeth II. ernennt den Vorsitzenden der Partei der Arbeit Tony Blair als Premierminister des Vereinigten Königreichs. Damit endet eine 18 Jahre währende Regierungszeit der Konservativen Partei.[4]

### Samstag, 3. Mai 1997

Logo des Concours' Eurovision de la Chanson

- Dublin/Irland: Die Gruppe Katrina and the Waves gewinnt im Point Theatre für das Vereinigte Königreich das Finale im 42. Grand Prix Eurovision de la Chanson. Die Wertung der Beiträge erfolgt in Deutschland, Österreich, der Schweiz sowie in einigen weiteren Ländern erstmals über das Televoting-Verfahren Tele-Dialog, das die traditionellen Jury-Entscheide ersetzt.[5]

### Donnerstag, 8. Mai 1997
- Aachen/Deutschland: Der Karlspreis wird an Bundespräsident Roman Herzog übergeben für sein Eintreten für die „Verständigung und Friedenswahrung in Europa“.[6]

### Samstag, 10. Mai 1997
- Qāen/Iran: Bei einem Erdbeben der Stärke 7,3 Mw im Osten des Iran kommen mindestens 1.500 Menschen ums Leben, der Schwerpunkt der Verwüstung liegt in der Stadt Qāen, ebenfalls schwer getroffen ist die Stadt Birdschand und auch aus dem benachbarten Afghanistan werden Todesopfer gemeldet. Es ist das zweite schwere Erdbeben mit mehr als 1.000 Toten im Iran in diesem Jahr.[7]

### Mittwoch, 14. Mai 1997
- Helsinki/Finnland: Kanada wird Eishockey-Weltmeister durch einen 5:2-Sieg gegen Schweden.[8]
- Rotterdam/Niederlande: Der FC Barcelona gewinnt den Fußball-Europapokal der Pokalsieger durch einen 1:0-Finalsieg gegen den Paris Saint-Germain FC.[9]

### Samstag, 17. Mai 1997
- Kinshasa/DR Kongo: Die afrikanische Republik Zaire trägt ab heute auf Anordnung des neuen Diktators Laurent-Désiré Kabila wieder den Namen „Demokratische Republik Kongo“, wie es bereits zwischen 1964 und 1971 der Fall war.[10]

### Sonntag, 18. Mai 1997
- Cannes/Frankreich: Der Film Der Aal des japanischen Regisseurs Shōhei Imamura und der Film Der Geschmack der Kirsche des iranischen Regisseurs Abbas Kiarostami werden bei den 50. Internationalen Filmfestspielen mit der Palme d’or ausgezeichnet.[11]

### Montag, 19. Mai 1997
- Bangladesh: Ein Wirbelsturm trifft auf das südasiatische Land und verursacht eine Sturmflut. Experten schätzen die Zahl der Todesopfer auf 500.[12]

### Mittwoch, 21. Mai 1997

Schalke-04-Wappen

- Mailand/Italien: Der FC Schalke 04 gewinnt den Fußball-UEFA-Cup nach einem 4:1 im Elfmeterschießen im Final-Rückspiel gegen Inter Mailand.[13]

### Freitag, 23. Mai 1997

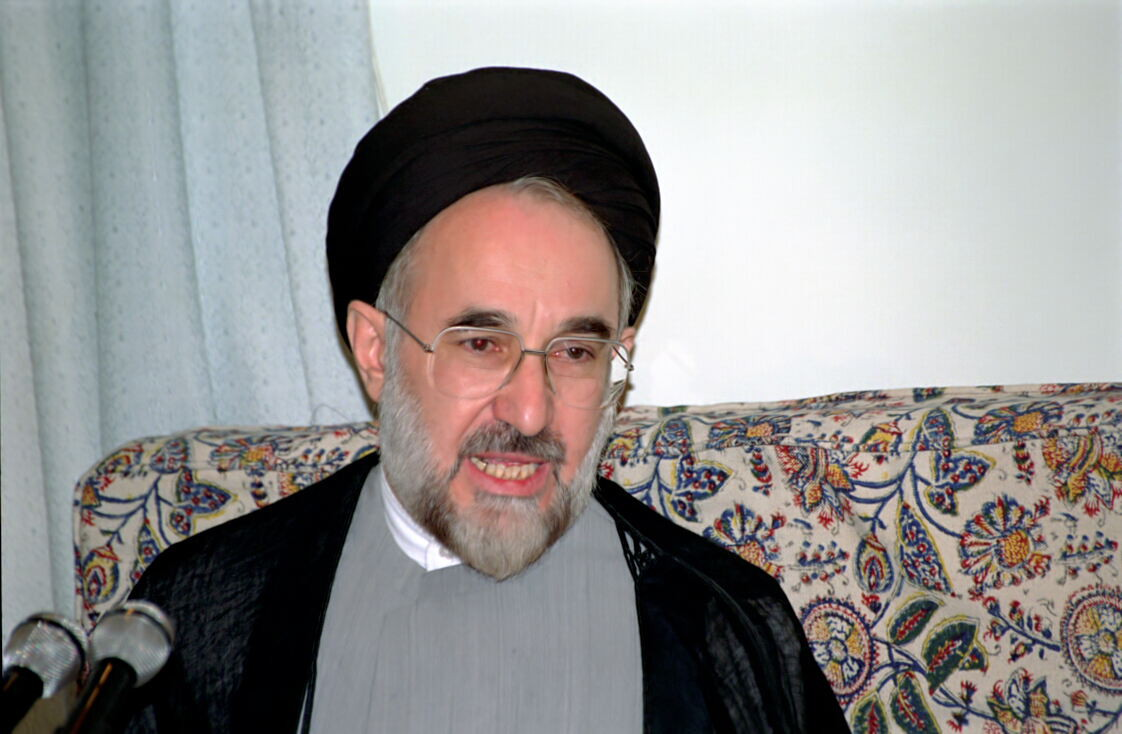
Mohammad Chātami

- Teheran/Iran: Circa 70 % der Wähler entscheiden sich bei der heutigen Wahl für Mohammad Chātami von der Partei der Diener des Wiederaufbaus als neuen Staatspräsidenten. Im Wahlkampf versprach Chātami, sich für liberale Reformen im Interesse der Frauen einzusetzen.[14]

### Samstag, 24. Mai 1997
- München/Deutschland: Der FC Bayern München gewinnt 4:2 gegen den VfB Stuttgart und wird mit diesem Ergebnis vorzeitig Deutscher Fußballmeister 1997.[15]

### Sonntag, 25. Mai 1997
- Paris/Frankreich: Bei der vorgezogenen Parlamentswahl entfallen in der ersten Runde die meisten Stimmen auf die Sozialistische Partei, damit ist ein Ende der Regierung unter Premierminister Alain Juppé vom bürgerlich-konservativen Bündnis Sammlungsbewegung für die Republik absehbar, das in der Wählergunst auf Rang 2 liegt. Dahinter folgen die rechtspopulistische Partei Front National mit fast 15 % der Stimmen und die ebenfalls konservative Union für die französische Demokratie mit 14,2 % der Stimmen.[16]

### Dienstag, 27. Mai 1997
- Paris/Frankreich: Die Grundakte über gegenseitige Beziehungen, Zusammenarbeit und Sicherheit zwischen der NATO und der Russischen Föderation wird unterzeichnet. Sie ist ein Resultat der Partnerschaft für den Frieden und verfolgt die Absicht, zwischen den sicherheitspolitischen Interessen der Westeuropäer, der Vereinigten Staaten und Russlands ausgleichend zu wirken.[17]
- Wien/Österreich: Im Finale des ÖFB-Cups gewinnt der Titelverteidiger SK Sturm Graz mit 2:1 gegen den First Vienna FC 1894 und wird Österreichischer Fußballpokalsieger 1997.[18]

### Mittwoch, 28. Mai 1997
- München/Deutschland: Borussia Dortmund gewinnt die Fußball-Champions-League durch einen 3:1-Finalsieg gegen Juventus Turin.[19]

### Donnerstag, 29. Mai 1997

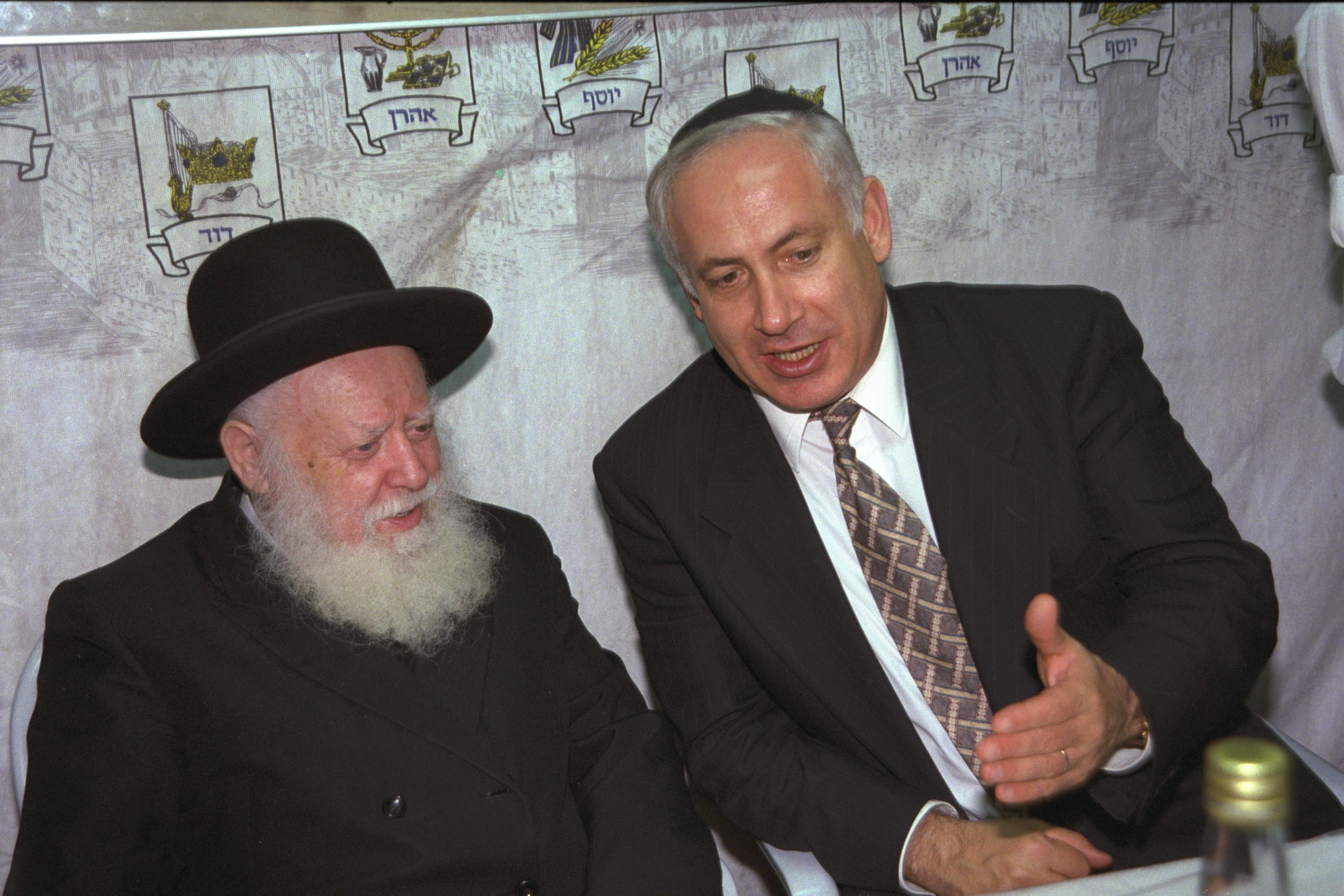
Benjamin Netanjahu (rechts)

- Tel Aviv/Israel: Die Tageszeitung Haaretz veröffentlicht einen Plan der Regierung Netanjahu zur Erweiterung des bisher nicht umgesetzten Allon-Plans. Nach dem „Allon-Plan Plus“ sollen knapp 50 % der Fläche des Westjordanlands einem Staat Palästina angehören und der Rest soll von Israel annektiert werden. Im September 1993 gewährte das israelische Parlament den Palästinensern jedoch im Grundsatz die Selbstverwaltung ihrer gesamten Autonomiegebiete.[20]

### Samstag, 31. Mai 1997
- Wien/Österreich: Der SV Casino Salzburg steht trotz einer 1:3-Niederlage beim FK Austria Wien vorzeitig als Österreichischer Fußballmeister 1997 fest.[21]